# أنطون روداكوف
أنطون روداكوف هو لاعب كرة قدم روسي في مركز الدفاع، ولد في 7 أبريل 1989 في يوشكار-أولا في روسيا. لعب مع أفانجارد كورسك وتوربيدو موسكو ودينامو ستافروبول ودينامو موسكو ونادي خيمكي.